# Karl-Siegmund Litzmann
Karl-Siegmund Litzmann, född 1 augusti 1893 i Minden, dödförklarad den 31 juli 1949, var en tysk politiker och Obergruppenführer i SA. Han var från 1941 till 1944 generalkommissarie för det av Tyskland ockuperade Estland. Litzmann var son till general Karl Litzmann.